# Eudald Carbonell
Eudald Carbonell i Roura (* 17. Februar 1953 in Ribes de Freser, Provinz Girona) ist ein spanischer Paläontologe.

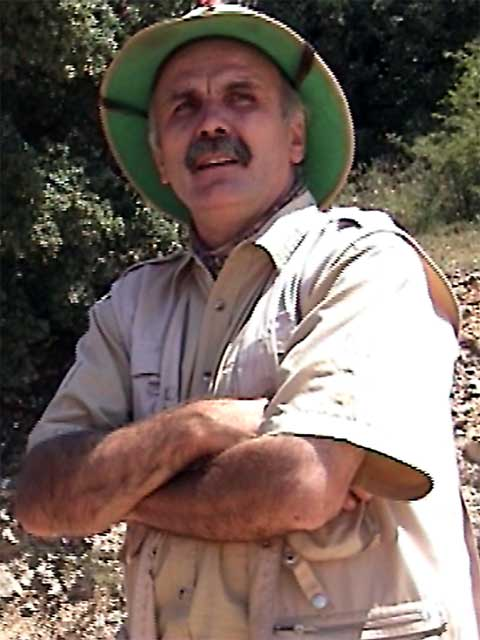
Eudald Carbonell (2000)

## Leben
Seine Ausbildung erhielt er in Girona, Barcelona und Paris. Er wurde 1986 im Gebiet Archäologie des Quartärs an der Universitat Pierre et Marie Curie in Paris und im Fach Geschichte an der Universität Barcelona promoviert.
Er ist Lehrstuhlinhaber und Leiter der Forschungsgruppe Menschliche Populationsökologie des Quartärs an der Universität Rovira i Virgili in Tarragona. Er ist Direktor des Katalanischen Institutes für Menschliche Paläoökologie und Sozialevolution, IPHES.
Zusammen mit José María Bermúdez de Castro and Juan Luis Arsuaga leitet er die Ausgrabungen des Fundkomplexes Atapuerca (Burgos, Spanien). Die dort forschenden Archäologen erhielten 1997 den Prinz-von-Asturien-Preis in dem Bereich wissenschaftliche und technische Forschung.
Er fand den Homo antecessor und gut erhaltene Überreste des Homo heidelbergensis.
Eudald Carbonell ist Träger des von der katalanischen Regierung vergebenen Nationalpreises 2008 in der Sparte Philosophie und Wissenschaftskultur.

## Schriften
Die Veröffentlichungen sind, wenn nicht anders gekennzeichnet, auf Katalanisch.

### Bücher
- Carbonell, E. (2008). La consciència que crema. Barcelona, Ara Llibres.
- Carbonell, E. (2007). El naixement d’una nova consciència. Barcelona, Ara Llibres.
- Bermúdez de Castro, J.M. i Carbonell, E. (2004) Atapuerca. Perduts al Turó. Barcelona, Columna.
- Carbonell, E. i Bellmunt. C. (2003) Els Somnis de l’Evolució. National Geographic. RBA.
- Carbonell, E. i Sala, R (2001) Encara no som humans. Barcelona: Editorial Empúries. Deutsche Übersetzung (2010) Noch sind wir keine Menschen. Plädoyer für ein menschlicheres drittes Jahrtausend. Raeren: Pabst & Pesch.
- Carbonell, E. i Sala, R (2000) Planeta humà. Barcelona, Empúries.
- Corbella, J.; Carbonell, E.; Moyà, S. i Sala, R. (2000) Sapiens. Un llarg camí cap a la intel·ligència. Barcelona, Edicions 62.
- Llompart, J.; Wagensberg, J.; Salvador, E. i Carbonell, E. (2000) Seres i Estrellas. Barcelona, Plaza Janés. (spanisch)
- Carbonell, E. i Mosquera, M. (2000) Las Claves del Pasado. La Llave del Futuro. Tarragona, Arola. (spanisch)
- Carbonell, E., X. P. Rodriguez, i cols. (2000) Homínidos i Comportamiento complejo. Mundo Científico 208 (gener 2000). (spanisch)
- Carbonell, E. i cols. (1999) L’Homo antecessor i el seu medi natural. Com eren i com vivien els europeus més antics. Ciència i Cultura al llindar del segle XXI, Institut d’Estudis Catalans.
- Cervera, J., Arsuaga, J.L., Bermúdez de Castro, J.M. & Carbonell, E. (1998) Atapuerca. Un millón de años de historia. Madrid, Plot (spanisch)

### Aufsätze
- Carbonell, E., M. Mosquera, A. Ollé, X. P. Rodríguez Álvarez, M. Sahnouni, R. Sala, and J. M. Vergès. 2001. Structure morphotechnique de l’industrie lithique du Pléistocène inférieur et moyen d’Atapuerca (Burgos, Espagne). L’Anthropologie 105:259–280 (französisch)
- Aguirre, E. and E. Carbonell (2001). "Early human expansions on Eurasia: The Atapuerca evidence." Quaternary International 75: 11-8. (englisch)
- Bermúdez de Castro, J.M., Carbonell, E & Arsuaga, J.L. (ed) (1999). Gran Dolina Site: TD6 Aurora Stratum (Burgos, Spain). J. of Human Evolution, 37: 309–700 (englisch)
- Arsuaga, J.L., Lorenzo, C., Carretero, J.M., Gracia, A., Martínez, I., García, N., Bermúdez de Castro, J.M. & Carbonell, E. (1999). A complete human pelvis from the Middle Pleistocene of Spain. Nature 399, 255–258. (englisch)
- Carbonell, E., M. Mosquera, i cols. (1999). "Out of Africa: The Dispersal of the Earliest Technical Systems Reconsidered." J. of Anthropol. Archaeol. 18: 119–136. (englisch)
- Carbonell, E. & Vaquero, M. (1998). Behavioral Complexity and Biocultural Change in Europe Around Forty Thousand Years Ago. J. of Anthropol. Res. 54, 373–397. (englisch)
- Bermúdez de Castro, J.M., Arsuaga, J.L., Carbonell, E., Rosas, A., Martínez, I. & Mosquera, M. (1997). A Hominid from the Lower Pleistocene of Atapuerca, Spain: Possible Ancestor to Neandertals and Modern Humans. Science 276, 1392-5. (englisch)
- Carbonell, E. & Vaquero, M., eds. (1996). The Last Neandertals - The First Anatomically Modern Humans. Cultural Change and Human Evolution: The Crisis at 40 Ka BP: Ed. Universitat Rovira i Virgili. Tarragona. (englisch)
- Carbonell, E., Bermúdez de Castro, J.M., Arsuaga, J.L., Díez, J.C., Rosas, A., Cuenca-Bescos, G., Sala, R., Mosquera, M. & Rodriguez, X.P. (1995). Lower Pleistocene Hominids and Artifacts from Atapuerca-TD6 (Spain). Science 269, 826–832. (englisch)
- Castro-Curel, Z. & Carbonell, E. (1995). Wood Pseudomorphs From Level I at Abric Romaní, Barcelona, Spain. J. of Field Archaeol. 22, 376–84. (englisch)
- Carbonell, E., Giralt, S. & Vaquero, M. (1994). Abric Romaní (Capellades, Barcelone, Espagne): Une importante séquence anthropisée du Pléistocene Supérieur. Bull. de la Soc. Préhist. Franç. 91, 47–55. (französisch)
- Carbonell, E. & Rodriguez, X.P. (1994). Early Middle Pleistocene deposits and artefacts in the Gran Dolina site (TD4) of the Sierra de Atapuerca (Burgos, Spain). J. of Human Evol. 26, 291–311. (englisch)